# Waltraud Kreutz-Gers
Waltraud Kreutz-Gers (* 1959) ist eine deutsche Wissenschaftsmanagerin. Seit dem 1. November 2023 ist sie als Kaufmännischer Vorstand der Universitätsmedizin Mainz tätig.

## Leben
Waltraud Kreutz-Gers hat Sozial- und Wirtschaftswissenschaften an den Universitäten Bochum und Oldenburg studiert. Ihre wissenschaftlichen Arbeiten, u. a. im Rahmen von Forschungsprojekten zur vergleichenden Politikwissenschaft, führten sie zu mehreren Forschungsaufenthalten nach Kanada. Sie schloss diese mit einer Promotion zur Reform der Wahlkampf- und Parteienfinanzierung in Kanada an der Universität Oldenburg ab. Weiter studierte sie Verwaltungswissenschaften und Öffentliches Recht an der Hochschule für Verwaltungswissenschaften Speyer und an der Fernuniversität Hagen.
Waltraud Kreutz-Gers hat mehrere Arbeiten u. a. über Parteien und ihre Finanzierung, Wahlen sowie zu Fragen von Verwaltungskontrolle und Hochschulfinanzierung veröffentlicht.
Seit 1991 im Ministerium für Wissenschaft und Forschung des Landes Nordrhein-Westfalen tätig, war Waltraud Kreutz-Gers zuletzt im Jahr 2002 als Leitende Ministerialrätin für den Bereich Grundsatz- und Planungsangelegenheiten des Wissenschaftsbereichs im Ministerium für Schule, Wissenschaft und Forschung verantwortlich. Gleichzeitig leitete sie in den Jahren 2000 und 2001 den Arbeitsstab des nordrhein-westfälischen Expertenrates, der von der Landesregierung Nordrhein-Westfalens mit der Evaluation aller nordrhein-westfälischen Universitäten und Fachhochschulen betraut wurde.
Aus Düsseldorf wechselte Waltraud Kreutz-Gers im Frühjahr 2002 in die Leitung des Max-Delbrück-Centrums (MDC) für molekulare Medizin in Berlin-Buch, einem Forschungszentrum der Helmholtz-Gemeinschaft. Von März 2002 bis Juli 2003 war sie dort Administrativer Vorstand.
Von August 2003 bis August 2013 leitete Waltraud Kreutz-Gers im nordrhein-westfälischen Wissenschaftsministerium die Hochschulabteilung. Die Ministerialdirigentin hatte als Abteilungsleiterin Hochschulen, Planung und Hochschulmedizin die Rechtsaufsicht über alle nordrhein-westfälischen Hochschulen.
Von September 2013 bis Oktober 2023 war sie Kanzlerin der Johannes Gutenberg-Universität Mainz.
Seit den 1990er Jahren war Waltraud Kreutz-Gers unter anderem Mitglied der Senatskommission der Helmholtz-Gemeinschaft sowie der Leibniz-Gemeinschaft, des Gesundheitsforschungsrats der Bundesregierung, des Ausschusses Lehre und des Medizinausschusses des Wissenschaftsrats und des Hochschulausschusses der Kultusministerkonferenz.
Im Jahr 2010 wurde Waltraud Kreutz-Gers vom Bundesrat als deutsche Ländervertreterin für die thematische Arbeitsgruppe zur Modernisierung des Hochschulwesens im Rahmen der europäischen Zusammenarbeit auf dem Gebiet der allgemeinen und beruflichen Bildung („ET 2020“) benannt (vgl. BR-Drucksache 286/10 vom 30. Juli 2010).

## Werke
- Die Reform der Wahlkampf- und Parteienfinanzierung in Kanada: Problemlage, Programmgestaltung, Implementation und Wirkungen. Bibliotheks- und Informationssystem (BIS) der Universität Oldenburg, Oldenburg 1988, ISBN 978-3814202631.